# José María Albiñana
José María Albiñana (1883-1936) est un politicien et médecin neurologue espagnol.
Il fut exécuté par des miliciens anarchistes à la prison Modele de Madrid le 23 août 1936.

## Publications

### Variées
- Fraternidad y cultura, memoria que obtuvo el primer premio en el Concurso de la Asociación de la Prensa Médica Española; 1904, folleto.
- La medicación cacodílicofosforada en el tratamiento de la neurastenia, comunicación presentada al Congreso de la Asociación Española para el progreso de las Ciencias. Zaragoza, 1908, folleto.
- Orientación de la juventud ante el problema religioso. Valencia, 1908, folleto.
- Concepto actual de la Filosofía Médica y su valor en el desarrollo de la Medicina. Premio de la Real Academia Española de la Medicina. Madrid, 1911, 250 páginas.
- Desarrollo de las comunidades espirituales, trabajo de cátedra de psicología experimental.
- La tragedia de El Pobo. Defensa del médico don Alfredo Alegre. Informe forense, Madrid, 1916, 64 páginas.
- La ignorancia en las Academias, crítica académica. Madrid, 1918, folleto.
- La ruta de Esculapio, viaje médico-histórico a través de los museos de Europa.
- Cooperación de España a la formación de la Escuela  Médica de Montpellier, comunicación presentada al I Congreso Internacional d´Histoire de la Médecine. Amberes, 1920.
- Enseñanza práctica de la Medicina histórica, trabajo de cátedra.
- Programa para un curso de Historia crítica de la Medicina, folleto.

### México
- La situación de México vista desde España, conferencia en el Ateneo de Madrid, 1921, folleto.
- Las leyes de Indias y la colonización española, conferencia pronunciada en el Casino Español de México, 1924, folleto.
- Sol de Levante. Novela autobiográfica, Ciudad de México, 1923, 430 páginas.

### IIe République
- Los cuervos sobre la tumba.
- Prisionero de la República.
- España bajo la dictadura republicana.
- Confinado en las Hurdes.
- La República Jurdana.
- Marco Antonio en Jurdania.